# Casa Emílio Romani
A Casa Emílio Romani, também conhecida como Casa Rosada ou Casa dos Arcos, é um sobrado construído na década de 1880. Está localizado na cidade de Curitiba, no estado do Paraná. É um patrimônio histórico tombado pelo Secretaria de Estado da Cultura (SEEC), na data de 6 de março de 1978, sob o processo de nº 62/77.

## História
Nos anos de 1880, serviu de residência para a  Família Amazonas Marcondes e posteriormente abrigou a sede da Companhia Francesa de Estrada de Ferro.
No início de XX, foi propriedade de Manoel Ignácio de Araújo Pimpão e de João Antônio de Araújo Pimpão. Em 1911, Emílio Romani comprou o imóvel com o objetivo de sediar sua empresa. Com o passar dos tempos, a casa abrigou a sede do 39º Regimento de Infantaria, o Clube 27 de Janeiro, a primeira sede da Companhia Força e Luz do Paraná, o Clube Britânia  Futebol Clube, Clube Atlético Ferroviário, a Fundação de Promoção Social do Paraná (Promopar). Atualmente pertence a uma empresa privada.

## Arquitetura
Sobrado de arquitetura eclética, inspirado no neoclássico, construído com dois pavimentos. Possui dois telhado de quatro águas escondidos pela platibanda com ornamentação com jarros e modilhões. A fachada no primeiro pavimento, possui uma galeria com acesso a rua por vãos em arco, e no pavimento superior, possui sete portas que dão acesso a um terraço de gradil trabalhado, situado sobre a galeria do primeiro pavimento. Todos os vãos das portas e janelas são em vergas em arco na parte superior.